# Ulrich Lange (Historiker)
Ulrich Lange (* 8. Oktober 1943 in Vahnerow, Provinz Pommern) ist ein deutscher Historiker und Hochschullehrer.

## Leben und Wirken
Ulrich Lange absolvierte nach dem Schulbesuch in Kiel die Reifeprüfung an der dortigen Hebbelschule und leistete von 1963 bis 1965 Wehrdienst bei der Bundeswehr. Im Sommersemester begann er das Studium der Fächer Romanistik und Geschichte an der Christian-Albrechts-Universität zu Kiel und promovierte hier 1973 bei dem Mittelalterhistoriker Karl Jordan. Seit 1970 war Lange als wissenschaftlicher Assistent am Historischen Seminar der Universität Kiel tätig. Die Habilitation für Mittlere und Neuere Geschichte erfolgte 1979. Im Jahr 1981 wurde er in Kiel Professor auf Zeit, 1986 außerplanmäßiger Professor und Akademischer Direktor. 
Sein Hauptforschungsgebiet ist die Geschichte bzw. Wirtschafts- und Sozialgeschichte Schleswig-Holsteins und der Stadt Kiel.

## Schriften (Auswahl)
- Grundlagen der Landesherrschaft der Schauenburger in Holstein. Dissertation Universität Kiel 1973 (veröffentlicht in: Zeitschrift der Gesellschaft für Schleswig-Holsteinische Geschichte, Jg. 99 (1974), S. 9–93 und Jg. 100 (1975), S. 83–160).
- Die politischen Privilegien der schleswig-holsteinischen Stände 1588-1675. Veränderung von Normen politischen Handels (= Quellen und Forschungen zur Geschichte Schleswig-Holsteins, Bd. 75). Wachholtz, Neumünster 1980, ISBN 3-529-02175-X (Habilitationsschrift Universität Kiel).
- Der ständestaatliche Dualismus. Bemerkungen zu einem Problem der deutschen Verfassungsgeschichte. In: Blätter für deutsche Landesgeschichte, Jg. 117 (1981), S. 311–334.
- Daten zur Geschichte der Landtage in Schleswig-Holstein. Schleswig-Holsteinischer Landtag, Kiel 1986.
- Landtag und Ausschuß. Zum Problem der Handlungsfähigkeit landständischer Versammlungen im Zeitalter der Entstehung des frühmodernen Staates ; die welfischen Territorien als Beispiel (1500–1629) (= Veröffentlichungen der Historischen Kommission für Niedersachsen und Bremen, Bd. 24). Lax, Hildesheim 1986, ISBN 3-78482526-5.
- Landtage in Schleswig-Holstein. Ein Beitrag zu Formen politischer Repräsentation in Mittelalter und Neuzeit. In: Rudolf Titzck (Hrsg.): Landtage in Schleswig-Holstein gestern – heute – morgen. Husum-Druck- und Verlagsgesellschaft, Husum 1987, S. 11–46, ISBN 3-88042-372-5.
- (als Hrsg.): Landgemeinde und frühmoderner Staat. Beiträge zum Problem der gemeindlichen Selbstverwaltung in Dänemark, Schleswig-Holstein und Niedersachsen in der frühen Neuzeit (= Kieler historische Studien, Bd. 32). Thorbecke, Sigmaringen 1988, ISBN 3-7995-5932-9.
- Ordnung und Freiheit. Zur Diskussion über die Einführung der Gewerbefreiheit in Schleswig-Holstein in den 1830er und 1840er Jahren. In: Ingwer E. Momsen (Hrsg.): Schleswig-Holsteins Weg in die Moderne (= Schriften zur Wirtschafts- und Sozialgeschichte Schleswig-Holsteins, Bd. 15). Wachholtz, Neumünster 1988, S. 29–42, ISBN 3-529-02915-7.
- Die Einführung der Gewerbefreiheit in Schleswig-Holstein 1867/69. In: Peter Nitsche (Hrsg.): Preußen in der Provinz (= Kieler Werkstücke, Reihe F, Bd. 1). Lang, Frankfurt/M. 1991, S. 80–93, ISBN 3-631-42727-1.
- Vom Ancien Régime zur frühen Moderne (1773–1867). In: Jürgen Jensen/Peter Wulf: Geschichte der Stadt Kiel. Wachholtz, Neumünster 1991, S. 137–206
- Krämer, Höker und Hausierer. Die Anfänge des Massenkonsums in Schleswig-Holstein. In: Werner Paravicini (Hrsg.): Mare Balticum. Beiträge zur Geschichte des Ostseeraums in Mittelalter und Neuzeit; Festschrift zum 65. Geburtstag von Erich Hoffmann (= Kieler historische Studien, Bd. 36). Thorbecke, Sigmaringen 1992, S. 315–327, ISBN 3-7995-7069-1.
- Mit Eisen, Kohle und Kattun. Kiels Aufbruch in die Moderne. In: Zeitschrift der Gesellschaft für Schleswig-Holsteinische Geschichte, Jg. 117 (1992), S. 149–161.
- Materialien zur Wirtschafts- und Sozialgeschichte Kiels. Daten der Volkszählungen von 1781 und 1864. In: Mitteilungen der Gesellschaft für Kieler Stadtgeschichte, Be. 77 (1993), S. 73–108.
- Bürgerliche Rechte für die Juden in Schleswig-Holstein. Zur öffentlichen Diskussion des 19. Jahrhunderts über Judenemanzipation. In: Ausgegrenzt - verachtet - vernichtet. Zur Geschichte der Juden in Schleswig-Holstein. Landeszentrale für Politische Bildung, Kiel 1994, S. 43–70, ISBN 3-88312-010-3.
- (als Mithrsg.): Historischer Atlas Schleswig-Holstein seit 1945. Wachholtz, Neumünster 1999, ISBN 3-529-02445-7.
- Die Qualität der Lebensmittel und ihre Kontrolle. Aktuelle Probleme und ihre Handhabung vor über 100 Jahren. In: Dieter Lohmeier/Renate Paczkowski (Hrsg.): Landesgeschichte und Landesbibliothek. Studien zur Geschichte und Kultur Schleswig-Holsteins. Hans F. Rothert zum 65. Geburtstag. Boyens, Heide 2001, S. 165–170, ISBN 3-8042-1094-5.
- (als Hrsg. und Mitautor): Geschichte Schleswig-Holsteins. 2. Aufl. Wachholtz, Neumünster 2003, ISBN 978-3-529-02440-5.
- (als Mitautor): Historischer Atlas Schleswig-Holstein. Vom Mittelalter bis 1867. Wachholtz, Neumünster 2004, ISBN 3-52902447-3.